# 시다미촌 (아이치현 히가시카스가이군 1954년)
시다미촌(志段味村)은 아이치현 히가시카스가이군에 설치되었던 촌이다. 현재의 나고야시 모리야마구에 해당한다.

## 역사
- 1889년 10월 1일 - 정촌제 시행으로, 시다미촌(志談村) 발족.
- 1892년 10월 24일 - 시다미촌의 일부가 분리하여 가미시다미촌(上志段味村)이 발족.
- 1906년 7월 16일 - 가미시다미촌과 합병하여 시다미촌(志段味村)이 발족.
- 1954년 6월 1일 - 히가시카스가이군 모리야마정에 편입되어 시다미촌 소멸. 모리야마정은 시제 시행으로 모리야마시 발족.
- 1963년 2월 15일 - 모리야마시가 나고야시에 편입되어, 모리야마구가 됨.